# Circle Pit
Der Circle Pit e. V. war ein eingetragener Verein aus dem Raum Grafschaft bei Bad Neuenahr-Ahrweiler. Dieser war bis zur Auflösung im Mai 2012 Veranstalter des gleichnamigen Musikfestivals, das bis 2011 in der Landskroner Festhalle stattfand. Heute existiert lediglich das Festival, das 2012 in der Essigfabrik in Köln stattfand.

## Geschichte

### Verein
Die Gründer des Vereines wurden von Festivals wie Rock am Ring, dem With Full Force und Summer Breeze inspiriert. Christian Kreidt und Andreas Althammer kapselten sich von der Konzertagentur La In Concert ab und gründeten im Jahr 2007 die Circle Pit GbR. Mit der Gründung des Vereines wurden auch erste Planungen für das erste Metalfestival im Ahrtal vorgenommen. In kürzester Zeit konnten Sponsoren gefunden werden, sodass im Folgejahr die erste Ausgabe des Circle-Pit-Festivals stattfinden konnte.
Ein Jahr später wurde aus der Circle Pit GbR der Circle Pit e.V. gegründet. Ziel des Vereines war unter anderem die Förderung von lokalen Newcomerbands unter anderem in Form von Auftrittsmöglichkeiten zu gewährleisten. So wurde ein Netzwerk aus Veranstaltern, Clubbesitzern, Veranstaltungsfirmen und Studiobesitzern aufgebaut. Im Fokus stand im Jahr 2008 die zweite Edition des Circle-Pit-Festivals. Aufgrund der hohen Nachfrage lokaler Newcomerbands wurde nach dem Festival die Konzertreihe „Battle of the Bands“ ins Leben gerufen, bei der die zwei besten Bands einen Platz auf dem Festival, sowie eine professionelle EP- und Musikvideo-Produktion gewinnen konnte. Dieser wurde am Ende des Jahres 2008 erstmals ausgetragen. Bereits 2009 hatte die Konzertreihe einen hohen Bekanntheitsgrad erreicht, sodass sich Newcomerbands aus den umliegenden Bundesländern für den Wettbewerb eingeschrieben haben.
Im Jahr 2010 fand ein weiterer Ausbau des Circle Pit statt, um Newcomerbands auch Konzerte auf bundesweiter Ebene zu ermöglichen. So wurde die „Circle Pit Road Show“ gestartet. Die Konzertreise fand hauptsächlich in Locations in Westdeutschland und dem anliegenden Ausland statt. Im selben Jahr erschien erstmals das kostenlose „Circle Pit Magazin“ im Großraum Bonn/Koblenz und ist in Zusammenarbeit mit der Lotto Stiftung Rheinland-Pfalz erschienen. Auch wurde ab 2010 jeden Sonntag „Circle-Pit-TV“ beim lokalen Sender RheinAhrTV ausgestrahlt. Im Jahr 2011 wurde die Sparte „Unplugged Kultour“ in Zusammenarbeit mit der Stadt Bad Neuenahr-Ahrweiler ausgerichtet. Teilnehmende Bands spielten auf dieser Konzertreihe viermal unplugged auf Open-Air-Shows. Auch die Circle-Pit-Roadshow konnte ausgeweitet werden und auch der Bandcontest „Battle of the Bands“ hatte erneut einen großen Andrang bei den Newcomerbands.
Circle Pit nahm an einem Contest der ING DiBa teil. Die deutsche Metalcore-Band Heaven Shall Burn hat in der Landskroner Festhalle das Promotion-Video zu „Invictus“ gedreht, bei dem der Verein mit involviert ist. Der Verein gab an, sich im Jahr 2012 aufzulösen. Der Grund für die Auflösung war, dass der Vorsitz einen Weiterbetrieb des Vereines in der verfügbaren Freizeit nicht mehr bewältigen konnte. Ein Mitglied des Vereines hat zwischenzeitlich seine eigene Konzertagentur eröffnet, in der die Marke „Circle Pit“ einfließen soll. So wurde gewährleistet, dass das Circle-Pit-Festival weiterhin stattfinden kann.

### Circle-Pit-Festival
Obwohl sich der Verein im Jahr 2012 aufgelöst hat, ist das seit 2007 jährlich im Oktober stattfindende Circle-Pit-Festival, ein Indoor-Festival in der Landskroner Festhalle Heimersheim, einem Ortsteil Bad Neuenahrs, nicht davon betroffen.
Am 21. Juli 2008 und nach knapp einem Jahr Planung spielten mit Misery Speaks und We Are Wolf (zu dem Zeitpunkt noch Eat Unda Table) zwei bekanntere Acts auf dem Festival. Weitere Bands auf der Premieren-Ausgabe waren Hatedrive, Saint Shelter, Discouraged und Nektra. Aufgrund der hohen Nachfrage lokaler Newcomerbands wurde nach dem Festival die Konzertreihe „Battle of the Bands“ ins Leben gerufen, bei der die zwei besten Bands einen Platz auf dem Festival sowie eine professionelle EP- und Musikvideo-Produktion gewinnen konnte. Dieser wurde am Ende des Jahres 2008 erstmals ausgetragen. Am 19. April 2009 debütierten Deadlock und Neaera auf dem Festival in Heimersheim. Des Weiteren spielten Enraged by Beauty, Bloodattack, Democrazed, Saint Shelter und Cambodia an diesem Abend. Auch die Battle of the Bands konnte eine enorme Bekanntheitssteigerung erlangen. So meldeten sich Newcomerbands aus mehreren Bundesländern bei dem Wettbewerb an.
Auf der dritten Auflage traten am 23. Oktober 2010 We Butter the Bread with Butter, Final Prayer, Six Reasons to Kill, Bloodwork, Cocoon und Used to Remind auf. Das Line-Up konnte ein weiteres Mal aufgestockt werden, so dass insgesamt 12 Bands auf dem Festival spielten. Als regionale Bands spielten außerdem Infected, Sober Truth, Stage Disaster, Hatedrive, We Are Wolf und Crazy D Nasty aus Belgien auf dem Circle-Pit-Festival.
Am 29. Oktober 2011 traten weitere Szene-Größen beim Circle-Pit-Festival auf, darunter Caliban, Haribo Macht Kinder Froh, Hordak und One Man Army and the Undead Quartet. Die dänische Band Illdisposed sagten einen Auftritt dagegen ab. Für Illdisposed sprang die Gruppe Uneven Structure ein. Weitere Bands waren erneut Bloodattack, Shigora, Prison Mind, Where We Fall, Kaocide, Guerilla, My City Burning und Used to Remind.
Das Festival wurde von mehreren Sponsoren gefördert, darunter sind das FUZE Magazine, die EVM, Bitburger, die Stadt Bad Neuenahr-Ahrweiler und das Label Big Deal Records. Das Circle-Pit-Festival erhielt in den Jahren 2008 und 2009 eine Kritik im Generalanzeiger („Rhein-Ahr-Zeitung“).
Die 2003 in Heimersheim erbaute Halle ist für 400 Besucher ausgelegt. Da sich der Verein Circle Pit im Frühjahr 2012 auflöste, und das Festival eine neue Agentur hat, wurde auch ein neuer Veranstaltungsort gesucht, welcher in Köln liegt. Die Location ist die Essigfabrik in der bereits mehrfach die Impericon Never Say Die! Tour gastierte. Das Festival fand am 22. Dezember 2012 erstmals in der Essigfabrik statt, einen Tag nach dem Nemesis Festival, welches von der gleichen Agentur organisiert wird. Die 11 bestätigten Bands sind Adept, His Statue Falls, Excrementory Grindfuckers, Awaken Demons, Devil In Me, Nasty, Angels and Enemies, Calibre Infinite, Korben Dallas, Soulbound und I Scream for Icecream.

### Line-Up

#### 2008
- Misery Speaks, We Are Wolf (2008 noch Eat Unda Table), Hatedrive, Discouraged, Saint Shelter, Nektra[7]

#### 2009
- Neaera, Deadlock, Democrazed, Bughole, Cambodia, Bloodattack, Enraged by Beauty[8]

#### 2010
- We Butter the Bread with Butter, Final Prayer, Six Reasons to Kill, Bloodwork, Cocoon, We Are Wolf, Hatedrive, Infected, Crazy D Nasty (Belgien), Used to Remind, Sober Truth, Stage Disaster[9]

#### 2011
- Caliban, One Man Army and the Undead Quartet, Hordak, Haribo Macht Kinder Froh, Used to Remind, Bloodattack, My City Burning, Shigora, Where We Fall, Prison Mind, Guerilla, Kaocide.[10] Die dänische Gruppe Illdisposed, welche ursprünglich beim Festival auftreten sollten, sagten aufgrund einer Erkrankung ihres Sängers ab. Als Ersatz trat die Gruppe Uneven Structure auf.[11][12]

#### 2012
Am 22. Dezember 2012 fand das Circle-Pit-Festivals erstmals in einer neuen Location statt. Dieser Austragungsort war die Essigfabrik in Köln.
- Adept, His Statue Falls, Excrementory Grindfuckers, We Butter the Bread with Butter, Awaken Demons, Devil in Me, Nasty, Angels and Enemies, Calibre Infinite, Korben Dallas, Soulbound, I Scream for Icecream

#### 2013
Am 18. Februar gab der Veranstalter bekannt, dass das Circle-Pit-Festival 2013 in Hamburg, München, Berlin und Köln stattfinden soll. Die genauen Veranstaltungsorte sind die Live Music Hall (Köln), Docks (Hamburg), Kesselhaus (München) und das Astra (Berlin). Geplant sind die Konzerttermine zwischen dem 20. und 22. Dezember 2013. Am 29. September teilte der Veranstalter über seine Facebookseite ohne die Nennung von Gründen mit, dass alle Veranstaltungen für das Circle-Pit-Festaival 2013 abgesagt werden mussten.

## Circle Pit als Konzertagentur
Zwischenzeitlich fungierte Circle-Pit auch als eine Booking-Agentur für kleinere Veranstaltungen im Ahrkreis und den umliegenden Regionen. Im Bandpool standen bis zur Auflösung des Vereines Cocoon, Betray Your Idols, Road to Perdition und Appreciate Ground.
Des Weiteren veranstaltete der Verein im Sommer die „Circle Pit Road Show“, eine Musiktour durch Westdeutschland um den Bands weitere Auftrittsmöglichkeiten zu bieten. 2011 fanden Konzerte der Roadshows in Bad Breisig, Rheinbach, Limburg an der Lahn, Pforzheim, Marburg, Karlsruhe, Darmstadt und Ingolstadt statt.